# No Shelter
«No Shelter» es una canción de la banda estadounidense Rage Against the Machine lanzada como sencillo el 12 de febrero de 1998 que apareció en la banda sonora de la película de 1998 Godzilla. La letra relata como los medios de comunicación masivos distraen a la población de los problemas importantes y manipulan la mente de la gente, además de hablar sobre el consumismo, mencionando a marcas como Nike y Coca-Cola. Particularmente, discute sobre si lo relatado en el filme de 1997 Amistad es verdad.
Aunque haya aparecido en la banda sonora de Godzilla, la letra contiene la línea "Godzilla, pure motherfucking filler, get your eyes off the real killer" (Godzilla, puro jodido relleno, saca de tu vista al verdadero asesino), atacando a la misma película.
La canción también fue añadida como bonus track de la versión australiana de The Battle of Los Angeles.
No Shelter debutó en vivo en el concierto a beneficio de Mumia Abu-Jamal en la Continental Arena de East Rutherford, NJ, el 28 de enero de 1999.

## Vídeo musical
El vídeo de la canción tiene un estilo retro, ambientado en los años 20. Resembla la Revolución Industrial con escenas de trabajadores en líneas de ensamblaje, mientras los dueños de la compañía revisan los trabajos. A través del video se ve a la banda tocando en lo que parece un cuarto de un edificio abandonado. Luego, ejecutivos le ponen un casco con una pantalla que cubre la cara a un joven enojado y perturbado, y se ve una sonrisa por la pantalla. Los ejecutivos declaran que el casco funciona, y se dan la mano. Luego se llevan al joven en una van, y lo asesinan en un área remota. Ya que la canción fue lanzada para el filme Godzilla, en el video aparecen varias frases satíricas de la línea de la película "Size does matter" (El tamaño si importa):
- "Mumia Abu Jamal's cell is this big" ("La celda de Mumia Abu-Jamal es así de grande:", luego aparece una celda diminuta y el mensaje "Justice does matter!", que significa "¡la justicia sí importa!").
- "The cráter at Hiroshima would stretch from here..." ("El cráter en Hiroshima abarcaría desde aquí...", la cámara enfoca el otro extremo de la ciudad) "...to here." - "History does matter!" (...hasta aquí. - ¡La historia si importa!).
- "Babies born into poverty in the U.S. each year would fill this building" ("Bebes nacidos en la pobreza en los Estados Unidos llenarían este edificio", luego aparece un edificio bastante grande). "Inequality does matter!" (¡La desigualdad si importa!).
- "Land stolen from Mexico equals five states" ("Las tierras robadas de México abarcan cinco estados", luego aparece el mapa de los Estados Unidos con cinco estados marcados, abarcando desde California a Texas). "Imperialism matters!" (¡El imperialismo importa!).